# 13647 Rey
A 13647 Rey (ideiglenes jelöléssel 1996 HR24) a Naprendszer kisbolygóövében található aszteroida. Eric Walter Elst fedezte fel 1996. április 20-án.